# Lyttonyx bicolor
Lyttonyx bicolor là một loài bọ cánh cứng trong họ Meloidae. Loài này được Walker miêu tả khoa học năm 1871.